# 18A busz (Veszprém)
A veszprémi 18A jelzésű autóbusz megszűnt. A járatot a V-Busz Veszprémi Közlekedési Kft. üzemeltette.

## Története
Veszprém Megyei Jogú Város Önkormányzata Közgyűlésének 2019. november 21-i ülésén elfogadta a képviselő-testület a menetrend módosítását. Az új hálózat egyik új eleme a 18A jelzésű autóbusz, mely kifejezetten a vasárnap délelőtti piachoz szállítja az utasokat. Első üzemnapja 2019. december 15. Utolsó üzemnapja 2023. Augusztus 27.

## Útvonala
| Posta-garázs (Veszprémi piac) felé | Haszkovó forduló felé |
| ---------------------------------- | --------------------- |
| Megszűnt                           | Megszűnt              |

## Megállóhelyei
Megszűntek